# Майк Віндішманн
Майк Віндішманн (англ. Mike Windischmann, нар. 6 грудня 1965, Нюрнберг) — американський футболіст та футзаліст, що грав на позиції захисника. Виступав, зокрема, за клуби «Адельфі Пантерс», «Інтер-Бруклін Італіанс» та «Олбані Кепіталс», а також олімпійську збірну США, національну збірну США та футзальну збірну США.

## Клубна кар'єра
Майк Віндішманн народився в Нюрнберзі, ще в дитячому віці перебрався з родиною до США. Розпочав виступи в дорослому футболі в 1983 році в команді «Адельфі Пантерс», в якій грав до 1986 року. У 1986 році Віндішманн став гравцем клубу «Інтер-Бруклін Італіанс», у якому грав до 1988 року. У 1988—1989 роках грав у складі команди індор соккеру «Лос-Анджелес Лейзерс».
У 1989 році Майк Віндішманн перейшов до клубу «Олбані Кепітелс», а наступного року завершив виступи на футбольних полях.

## Виступи за збірні
У 1984 році Майк Віндішманн дебютував у складі національної збірної США. У 1987 році він грав у складі збірної країни на Панамериканських іграх. У 1988 році в складі олімпійської збірної США був учасником футбольного турніру на Олімпійських іграх 1988 року у Сеулі. У 1990 році Віндішманн грав у складі національної збірної на чемпіонаті світу 1990 року в Італії, після чого завершив виступи у збірній з футболу. Загалом протягом кар'єри в національній футбольній команді провів у її формі 57 матчів.
З 1986 по 1992 рік Майк Віндішманн грав у складі збірної США з футзалу, у складі якої брав участь у чемпіонатах світу 1989 і 1992 років. У складі футзальної збірної провів 24 матчі, забив 4 голи.

## Титули і досягнення
1989 — футболіст року в США